# Vênus Atlético Clube
O Vênus Atlético Clube é um clube brasileiro de futebol, da cidade de Abaetetuba, no estado do Pará. Suas cores são azul e branco. Manda seus jogos no Estádio Humberto Parente, que pertence ao Abaeté Futebol Clube, seu maior rival.
Em 1998, o time chegou a disputar o Campeonato Brasileiro da Série C, quando conseguiu sua melhor colocação no Campeonato Paraense de Futebol, o terceiro lugar, atrás de Remo e Paysandu. Na Série C de 1998, o Vênus conquistou a 20ª posição dentre 65 times, com vinte pontos, uma posição bastante respeitável para um clube de pouca expressão do Pará. Foi eliminado pelo Moto Clube do Maranhão (4 a 0). Conforme o presidente do clube na época, Ricardo Simões, Wellington Saci, campeão no Corinthians, foi revelado no Vênus.
Seu maior título foi conquistado no ano de 2005, sagrando-se campeão da 2ª Divisão do Campeonato Paraense de Futebol de forma inédita, com folga no último jogo, pois nenhuma equipe poderia alcançá-lo. O título foi comemorado em carro dos Bombeiros, pelas ruas de Abaetetuba. Uma curiosidade neste campeonato foi a contratação do meia-atacante Arinelson, com passagem pelo Santos-SP, que se tornou o maestro do Vênus, mas que não permaneceu no clube para disputar a 1ª Divisão, pois o atleta voltou a ser visado no cenário nacional do Futebol e o clube não teve condições de mantê-lo. Repetiu o feito em 2014, quando conquistou o segundo título da "segundinha".

## Rivalidade
Vênus e Abaeté já protagonizaram belos confrontos. O clássico entre os dois times é conhecido como "Clássico da Cachaça".
-

## Elenco profissional
Atualizado em 1 de julho de 2023.
- : Capitão
- : Prata da casa (Jogador da base)
- : Jogador lesionado/contundido

## Treinadores famosos
- Marajó
- Agnaldo de Jesus[1]

## Títulos
- : Campeão Invicto

| Estaduais | Estaduais                      | Estaduais | Estaduais   |
|           | Competição                     | Títulos   | Temporadas  |
| --------- | ------------------------------ | --------- | ----------- |
|           | Campeonato Paraense - Série B1 | 2         | 2005 e 2014 |

## Estatísticas

### Participações
|  | Participações em 2023 |

| Competição | Competição          | Temporadas | Melhor campanha       | Estreia | Última | P | R |
| Pará       | Campeonato Paraense | 12 [F1]    | 3º colocado (1998)    | 1998    | 2015   |   | 3 |
| Pará       | Série B1            | 13         | Campeão (2005 e 2014) | 1997    | 2022   | 3 | 1 |
| Pará       | Série B2            | 1          | 3º colocado (2023)    | 2023    | 2023   |   |   |
| Brasil     | Série C             | 1          | 20º colocado (1998)   | 1998    | 1998   | – | – |

- ^  F1. Contando com as participações na taça ACLEP.

### Últimas dez temporadas
Legenda:
| Campeão. Vice-campeão. Eliminado na semifinal. | Rebaixado à divisão inferior. Campeão e promovido à divisão superior. Promovido à divisão superior. |